# James Pawelczyk
James Anthony Pawelczyk (Buffalo, 20 september 1960) is een Amerikaans voormalig ruimtevaarder. Pawelczyk zijn eerste en enige ruimtevlucht was STS-90 met de spaceshuttle Columbia en vond plaats op 17 april 1998. Tijdens de missie werd er wetenschappelijk onderzoek gedaan in de Spacelab module. 
Pawelczyk werd in 1996 geselecteerd door NASA. In 1998 verliet hij NASA en ging hij als astronaut met pensioen.